# Södermanlands runinskrifter 266
Runinskrift Sö 266 är en runsten i Sanda gårds gamla park, Österhaninge socken, Haninge kommun och Sotholms härad på Södertörn.

## Stenen
Stenens material består av gråsten, höjden är 120 cm och dess nedre bredd 53 cm. Den stod tidigare i en hage norr om Sanda gård, ej långt från Albystenen och nordost om Österhaninges begravningsplats, innan den flyttades i 1870-talets slut till sin nuvarande plats i trädgården bakom Sanda herrgård. Ristningen är välbevarad och tydlig även om ristningen är grund. Tre translittererade och översatta varianter av runtexten följer nedan.

## Inskriften
Translitterering av runraden:
+ iaurun : lit : raisa : stain : at · ontuit : sun : sin : auk · at · onunt·ar + osbiarn
Normalisering till runsvenska:
Iorunn let ræisa stæin at Andvett, sun sinn, ok at Anundaʀ. Asbiorn.
Översättning till nusvenska:
Jorunn lät resa stenen efter Andvätt, sin son, och (efter) Anunds. Asbjörn (ristade)."
Till inristningens särdrag hör s-runans spegelvända och ibland kraftigt lutande form, och o-runan som ännu används i mansnamnet Asbjörn som nasalerat a. Som skiljetecken används omväxlande två (:) eller en (.) punkt. Namnet Asbjörn på korsfoten har tolkats som runristarens namn. Runorna är tätt huggna med litet mellanrum, men glesnar sedan ut på rundjurets övre, högra sida. Inskriftens onunt x ar bör enligt Brate-Wessén tolkas som genitivformen av Anundaʀ.
Källström tar upp möjligheten att slutet kan tolkas "ok at Anundaʀ Asbiorn", dvs "och efter Anunds Åsbjörn".

## Ornamentiken

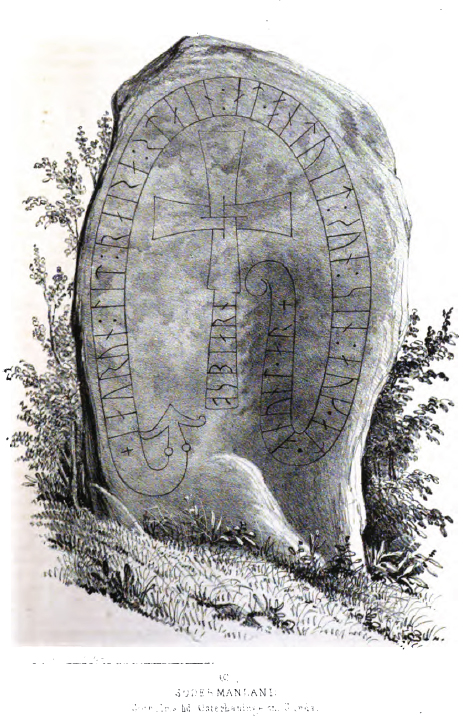
Teckning av Richard Dybeck, 1855.

Motivet uppvisar ett rundjur vars huvud börjar nere till vänster. Huvudet med ögon och nosflikar är avbildade i fågelperspektiv. Kroppen slingrar sig längs stenens ytterkant och slutar i bildytans högra mitt med en hoprullad svans. Centralt på bildytan finns ett flätat kors med namnet Asbjörn på dess korsstav. Ornamentiken kan karaktäriseras som enkel.

## Datering
Utifrån ås-runans ljudvärde och den enkla ornamentiken (Fp) kan runstenen dateras till tidigt 1000-tal. Brate-Wessén attribuerar även den närbelägna Högstastenen Sö 265 till Asbjörn. Möjligen kan även Brobystenen Sö 263 knytas till samme ristare.